# Чаркесар
Чаркесар (узб. Chorkesar / Чоркесар) — селище міського типу в Папському районі Наманганської області, Узбекистан. Селище розташоване в 35 км від залізничної станції Пап (на лінії Коканд — Наманган).
Статус селища міського типу з 1957 року.

## Населення
| 1959 | 1970 | 1979 | 1989 |
| ---- | ---- | ---- | ---- |
| 3333 | 2415 | 1430 | 1382 |